# Panda Security
Panda Security – firma oferująca rozwiązania zabezpieczające oparte na technologii cloud (chmura). Produkty firmy dostępne są w 195 krajach w 23 językach.

## O firmie
Panda Security (wcześniej Panda Software) to przedsiębiorstwo założone w 1990 roku, zajmujące się bezpieczeństwem komputerowym. Firma początkowo była ukierunkowana na produkcję oprogramowania antywirusowego. Niedługo potem rozszerzyła swoją działalność o zapory sieciowe, aplikacje antyspamowe i antyszpiegujące oraz technologie i systemy zarządzania bezpieczeństwem dla firm i użytkowników domowych.
Produkty Pandy zawierają mechanizmy bezpieczeństwa do walki z cyberprzestępczością i spamem, wirusami, trojanami, oprogramowaniem szantażującym, szpiegującym, dialerami, niepożądaną zawartością sieci Internet, wraz z innymi formami szkodliwego kodu. Produkty umożliwiają również wykrywanie włamań do sieci Wi-Fi. Mechanizmy te zostały połączone w technologii TruPrevent dla aktywnej ochrony przed wirusami i intruzami. W 2007 r. wprowadzono nowy model zabezpieczeń, nazwany Kolektywną Inteligencją, który wykorzystuje sieci komputerowe do gromadzenia i wykrywania złośliwego oprogramowania.
Dzięki Kolektywnej Inteligencji użytkownicy Panda Security natychmiastowo dzielą się informacjami na temat nowo poznanego szkodliwego oprogramowania, automatycznie wzmacniając ochronę wszystkich podłączonych komputerów. Dzięki wykorzystaniu informacji pochodzących od społeczności technika ta zapewnia lepszą ochronę w czasie rzeczywistym przy zachowaniu minimalnego wpływu na wydajność komputera.

## Osiągnięcia
Panda Security posiada oddziały w 56 krajach. W 2009 roku firma została uznana za lidera w zakresie Cloud Computing.
- 2011 Wprowadzenie pierwszej konsoli, która umożliwia partnerom zarządzanie całym cyklem życia swoich klientów i ich bezpieczeństwa – Panda Cloud Partner Center.
- 2010 Panda Security, jako pierwsza firma branży zabezpieczeń oferuje pełną ochronę w chmurze przed nowymi i pojawiającymi się zagrożeniami świadcząc usługi w czasie rzeczywistym – Panda Cloud Protection.
- 2009 Wprowadzenie na rynek pierwszego w historii programu antywirusowego, który zapewnia ochronę w chmurze – Panda Cloud Antivirus.
- 2008 Wprowadzenie linii produktów detalicznych oferujących hybrydowy system ochrony: Łącząc tradycyjne rozwiązanie oparte na sygnaturach z ochroną w chmurze, wykorzystującej zbiorową wiedzę Kolektywnej Inteligencji.
- 2007 Opracowanie i wprowadzenie na rynek pierwszego systemu Kolektywnej Inteligencji – technologii cloud, która jest w stanie automatycznie klasyfikować, analizować i dezynfekcji tysiące nowych odmian złośliwego oprogramowania przetwarzanego codziennie w PandaLabs. To rozwiązanie pozwala firmie reagować na nowe zagrożenia w czasie rzeczywistym.
- 2005 Premiera nowego rozwiązania SaaS (Security as a Service) – Panda WebAdmin.
- 2004 Premiera pierwszego systemu HIPS (Host Intrusion Prevention System) z technologia TruPrevent i jej autonomicznym modułem analizy behawioralnej dla wszystkich rodzajów komputerów, stacji roboczych i komputerów domowych.

## Produkty i rozwiązania
Panda Security oferuje oprogramowanie zabezpieczające oraz urządzenia i rozwiązania umożliwiające centralne zarządzanie zabezpieczeniem.

### Produkty dla użytkowników domowych i sektora MŚP
- Panda Global Protection
- Panda Internet Security
- Panda Antivirus Pro

### Produkty i rozwiązania biznesowe
Technologia Cloud (SaaS)
- Panda Cloud Protection
- Panda Cloud Office Protection
- Panda Cloud System Management

Oprogramowanie sieciowe
- Panda Security for Business
- Panda Security for Business with Exchange
- Panda Security for Enterprise

Urządzenia sieciowe
- GateDefender Performa
- Virtual GateDefender Performa
- GateDefender Integra eSeries